# لیبشتدت
لیبشتدت (به آلمانی: Liebstedt) یک منطقهٔ مسکونی در آلمان است که در ایلمتال-واینشتراسه واقع شده‌است. لیبشتدت  ۴۱۴ نفر جمعیت دارد.